# Alfons
Alfons – imię męskie pochodzenia germańskiego, powstałe ze złożenia członów al („cały”) lub adal („szlachetny ród”) oraz funs („szybki, chętny, życzliwy”). Imię to zostało spopularyzowane w Polsce w XVIII i XIX wieku przez zakon redemptorystów, którego założycielem był św. Alfons Maria Liguori. Popularność Alfonsa następnie spadła po przedstawieniu komedii Aleksandra Dumasa syna „Monsieur Alphonse” z 1873 r., pod wpływem której alfons w roli rzeczownika pospolitego zyskał w Polsce znaczenie sutener. Taka konotacja imienia Alfons nie ma charakteru ogólnoświatowego i np. w Hiszpanii, w której imię to nosiło kilkunastu królów (d. prowincji hiszpańskich), również obecnie imię to jest dość często spotykane.
Żeńskim odpowiednikiem jest Alfonsa, rzadziej Alfonsyna.
Alfons imieniny obchodzi:
- 7 lutego, na pamiątkę św. Alfonsa Marii Fusca (+1910),
- 1 czerwca, na pamiątkę bł. Alfonsa de Meny (+1622) i bł. Alfonsa z Navarrete zk. m. (+ 1617),
- 25 lipca, na pamiątkę bł. Alfonsa Pacheca kapłana, męczennika w Goa (+1583),
- 1 sierpnia, na pamiątkę św. Alfonsa Marii Liguoriego, biskupa, doktora Kościoła,
- 28 sierpnia, na pamiątkę bł. Alfonsa Marii Mazurka, jednego ze 108 męczenników II wojny światowej,
- 19 września, na pamiątkę św. Alfonsa de Orozco, augustianina
- 31 października, na pamiątkę św. Alfonsa Rodrigueza
- 15 listopada, na pamiątkę św. Alfonsa Rodrigueza, towarzysza Rocha Gonzáleza de Santa Cruz

Odpowiedniki w innych językach: 
- esperanto: Alfonso[2]

Znane osoby noszące imię Alfons:
- Alfons - infant hiszpański
- Alfons - książę Portugalii
- Alfons - lord Portalegre, infant portugalski
- Alfons I - król Konga
- Alfons I Zdobywca
- Alfons I Waleczny – król Aragonii
- Alfons II Gruby – król Portugalii
- Alfons III Dzielny – król Portugalii
- Alfons IV – król Portugalii
- Alfons IV Łagodny
- Alfons V Afrykańczyk – król Portugalii
- Alfons V Aragoński
- Alfons VI – król Portugalii
- Alfons VII Imperator
- Alfons X Mądry
- Alfons XI
- Alfons XII Burbon
- Alfons XIII Burbon
- Alfons-Jordan – hrabia Tuluzy
- Afonso de Albuquerque
- Alonso de Aragón
- papież Kalikst III, właśc. Alfons de Borja (wł. Borgia)
- Alphonse Pyrame de Candolle
- Alonso Cano
- Alfons Capone – mafioso, znany jako Al Capone
- Alfonso Cuarón
- Alphonse Dain – francuski bizantynolog
- Alphonse Daudet
- Alfons Długosz
- Alfons Dunin Borkowski
- Alfonso Ferrero La Marmora
- Alfons Flinik
- Alphonse Funck
- Alfonso de Galarreta
- Alfons Górnik
- Alfons Hoffmann
- Alonso de Hojeda
- Lonnie Johnson – gitarzysta amerykański, bluesman
- Alphonse Juin
- Alfons Karpiński – malarz
- Alfons Karny – rzeźbiarz
- Alfons Klafkowski – prawnik
- Alfons Koziełł-Poklewski – polski przemysłowiec, działacz społeczny, rzeczywisty radca stanu, jeden z najbogatszych przedsiębiorców na Syberii w XIX wieku
- Alphonse de Lamartine
- Alf Liczmański
- Alfonso López Trujillo
- Alfons Lütke-Westhues
- Alfons Mańkowski
- Alfons Mucha – grafik
- Alonso Mudarra
- Alphonse Neyens
- Alfons Nossol – arcybiskup ad personam, biskup diecezjalny opolski
- Alphons Orie – prawnik holenderski
- Alfons Parczewski
- Alfons Parvex (1833 – po 1890) – polski ornitolog amator, obywatel szwajcarski
- Afonso Pena
- Alonso Álvarez de Pineda
- Jerzy Popiełuszko (wcześniej Alfons Popiełuszko)
- Alfonso Antonio Portillo Cabrera
- Alfonso Robles
- Alfonso John Romero
- Alphonse Schepers
- Alfons Schulz
- Alfons Sierakowski
- Alfons Maria Stickler – duchowny, kardynał
- Alphonse U Than Aung
- Alfons Welke – architekt, przedsiębiorca budowlany, kolekcjoner minerałów.
- Alfons Zgrzebniok – komendant powstań śląskich

Postaci fikcyjne o tym imieniu:
- Monsieur Alphonse, bohater ’Allo ’Allo!
- Al Bundy, główny bohater Świat według Bundych
- Alphonse Elric, bohater Fullmetal Alchemist
- Alfons Fikalski, postać ze sztuki teatralnej Dom otwarty Michała Bałuckiego